# Nakachi Mai
Nakachi Mai (中地 舞, sinh ngày 12 tháng 16 năm 1980) là một cựu cầu thủ bóng đá nữ người Nhật Bản.

## Đội tuyển bóng đá nữ quốc gia Nhật Bản
Nakachi Mai thi đấu cho đội tuyển bóng đá nữ quốc gia Nhật Bản từ năm 1997 đến 2008.

## Thống kê sự nghiệp
| Nhật Bản  | Nhật Bản | Nhật Bản |
| Năm       | Trận     | Bàn      |
| --------- | -------- | -------- |
| 1997      | 2        | 0        |
| 1998      | 5        | 0        |
| 1999      | 3        | 0        |
| 2000      | 1        | 0        |
| 2001      | 8        | 0        |
| 2002      | 5        | 0        |
| 2003      | 5        | 0        |
| 2004      | 0        | 0        |
| 2005      | 0        | 0        |
| 2006      | 0        | 0        |
| 2007      | 0        | 0        |
| 2008      | 1        | 0        |
| Tổng cộng | 30       | 0        |